# 赫布利 (伊利諾伊州)
赫布利（英語：Hubly）是位於美國伊利諾伊州默納德縣的一個非建制地區。該地的面積和人口皆未知。

## 地理
赫布利的座標為40°08′08″N 89°39′32″W / 40.13556°N 89.65889°W，而該地的平均海拔高度為158米（即518英尺）。